# سبعة رجال

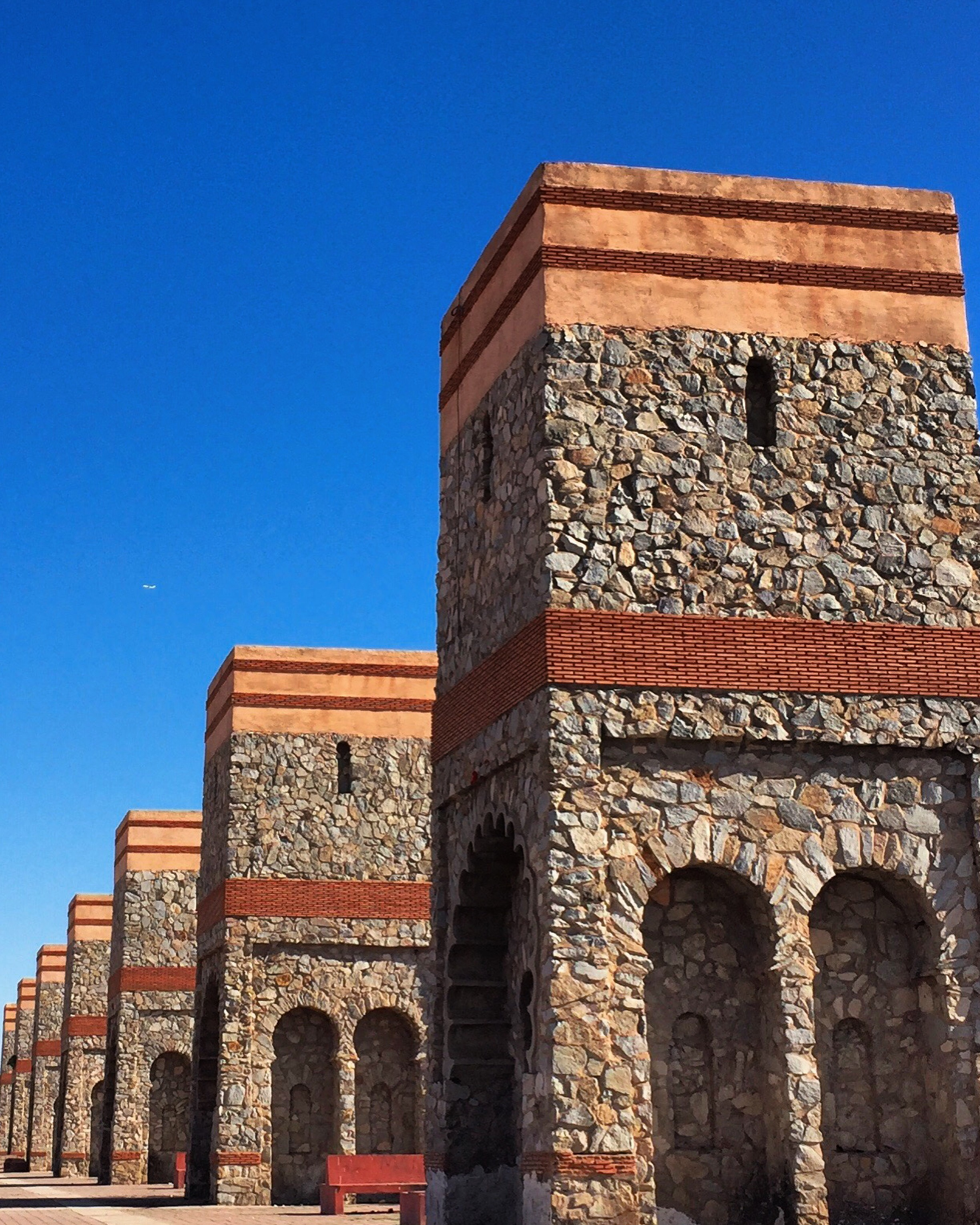
بنايات ترمز للرجال السبعة بمراكش

سبعة رجال هم سبعة من الفقهاء والقضاة والمتصوفة تقع أضرحتهم بمدينة مراكش، هم يوسف بن علي الصنهاجي، القاضي عياض، أبو القاسم السهيلي، أبو العباس السبتي، محمد بن سليمان الجزولي، سيدي عبد العزيز التباع، سيدي عبد الله الغزواني.
القواسم المشتركة التي تجمع بين رجالات مراكش السبعة، هي زهدهم في الدنيا وجنوحهم للتصوف، وسعيهم لأعمال الخير، وحفظهم للقرآن، ونشرهم للعلم، وانكبابهم على التأليف في الحديث والفقه والسيرة واللغة.

## سيدي يوسف بن علي
هو يوسف بن علي الصنهاجي، ولد بمراكش ولم يغادرها طيلة حياته. يعرف عند عامة الناس ب «مول الغار». عاش في القرن السادس هجري.
أصيب أيام شبابه بالجذام، مما جعل أسرته تخاف من العدوى فتخلت عنه، فاضطر للرحيل عنهم والعيش في كهف مجاور للمدينة، وبقي هناك مدة طويلة مما جلب تعجب الناس به وبقدرته على البقاء وحيدا في مكان مهجور.
صحب أبا عصفور يعلى بن وين يوفّن الأجذم وأخذ عنه، واحد من أجل مشايخ مراكش وسادات العارفين في وقته، توفي عام 583هـ/ 1187م. وأبو عصفورهو تلميذ أبي يعزى يلنور بن ميمون المتوفى عام 572هـ/ 1176م، وهو شيخ العارف أبي مدين الغوث. ويبدو من خلال هذا السند العلمي والتربوي أن سيدي يوسف بن علي ينتمي إلى سلسلة مباركة مشكلة من أقطاب الخير والصلاح في هذا البلد الطيب، ويكفي أن يكون شيخ شيخه هو أبو يعزى يلنور ليجعلنا ندرك بعض أبعاد شخصيته ووجوده..
تقاول الناس حوله وشاعت أخبار كرامته في كل أنحاء المدينة، فأخذ الناس الذي تخلوا عنه يقصدونه من اجل ان يحل مشاكلهم ويساعدهم.
توفي يوسف بن علي الصنهاجي عام 593هـ/ 1196م ودفـن خارج باب أغمات برابطة الغار، إلى جانب شيخه أبي عصفور يعلى بن وين يوفن المتوفى عام 583هـ/ 1187م، والشيخ أبي عمران الهسكوري الأسود المتوفى عام 590هـ/ 1193م.
بعد وفاته بني ضريح حول الغار واستمرت الوفود في زيارته بغرض التبرك.

## القاضي عياض
القاضي أبو الفضل عياض بن موسى بن عياض بن عمرون بن موسى بن عياض السبتي اليحصبي.
يعود نسبه إلى إحدى قبائل اليمن العربية القحطانية، وكان أسلافه قد نزلوا مدينة «بسطة» الأندلسية من نواحي «غرناطة» واستقروا بها، ثم انتقلوا إلى مدينة فاس المغربية، ثم غادرها جده «عمرون» إلى مدينة سبتة حوالي سنة (373 هـ / 893م)، واشتهرت أسرته بـسبتة؛ لما عُرف عنها من تقوى وصلاح، وبها ولد في (15 شعبان 476 هـ / 28 ديسمبر 1083م)، ونشأ وتعلم، وتتلمذ على شيوخها. ثم رحل إلى الأندلس سنة بضع وخمس مائة، واستبحر من العلوم، وجمع وألّف، وسارت بتصانيفه الركبان، واشتهر اسمه في الآفاق.
قال الفقيه محمد بن حماده السبتي: جلس القاضي للمناظرة وله نحو من ثمان وعشرين سنة، وولي القضاء وله خمس وثلاثون سنة، كان هينا من غير ضعف، صليبا في الحق، تفقه على أبي عبد الله التميمي، وصحب أبا إسحاق بن جعفر الفقيه، ولم يكن أحد بسبتة في عصر أكثر تواليف من تواليفه، له كتاب «الشفا في شرف المصطفى» مجلد وكتاب «ترتيب المدارك وتقريب المسالك في ذكر فقهاء مذهب مالك» في مجلدات وكتاب «العقيدة»، وكتاب «شرح حديث أم زرع» وكتاب «جامع التاريخ» الذي أربى على جميع المؤلفات، جمع فيه أخبار ملوك الأندلس والمغرب، واستوعب فيه أخبار سبتة وعلماءها، وله كتاب «مشارق الأنوار في اقتفاء صحيح الآثار» «الموطأ» و«الصحيحين»، وكتاب مذاهب الحكام في نوازل الأحكام ...
إلى أن قال: وحاز من الرئاسة في بلده والرفعة ما لم يصل إليه أحد قط من أهل بلده، وما زاده ذلك إلا تواضعا وخشية لله تعالى، وله من المؤلفات الصغار أشياء لم نذكرها.
قال القاضي شمس الدين في «وفيات الأعيان» هو إمام الحديث في وقته، وأعرف الناس بعلومه، وبالنحو واللغة وكلام العرب وأيامهم وأنسابهم.
قال: ومن تصانيفه كتاب «الإكمال في شرح صحيح مسلم» كمَّل به كتاب «المعلم» للمازري، وكتاب «مشارق الأنوار» في تفسير غريب الحديث، وكتاب «التنبيهات» فيه فوائد وغرائب، وكل تواليفه بديعة وله شعر حسن.
قال ولده القاضي محمد: توفي في ليلة الجمعة نصف الليلة التاسعة من جمادى الآخرة ودفن بمراكش سنة أربع وأربعين وخمسمائة (544 هـ).

## الإمام السهيلي
الإمام عبد الرحمن بن عبد الله بن أحمد السُّهيلي، صاحب كتاب الروض الأ ُنف في السيرة.
يكنى بأبي القاسم، نسبته إلى سُهَيٍل وهو وادي بالأندلس من مالقة: ولد سنة 508 هج الموافق 1114م.
وتكاد تتفق جميع المصادر على أن بصره قد كف وهو بن سبع عشرة سنة وذلك لمرض مزمن ألم به كما جاء في الكتب.
ترعرع السهيلي بمالقة في أسرة فقيرة لكن كانت معروفة بالعلم والدين فقد كان والده وجده من المعدودين في صف العلماء لذا قال عنه بعض مترجميه إنه كان من بيت علم وخطابة رغم عاهته وفقره. حتى صار أوحد زمانه، وأصبح من أعلام اللغة والحديث والفقه في الغرب الإسلامي.
قال عنه تلميذه ابن دحية (كان يتسوغ بالعفاف ويتبلغ بالكفاف)كما.
وقد حفظ القرآن وتعلم مبادئ العربية على يد والده وأخذ باقى العلوم على يد مجموعة من كبار الفقهاء والعلماء من مالقة وغيرها من الحواضر الأندلسية الشهيرة وكانت له رحلات علمية إلى قرطبة وإشبيلية وغرناطة. أحصى له بعض مترجميه أزيد من ثلاثين شيخا.
وكان السهيلي من مؤيدي الدعوة الموحدية المدافعين عن مذهبها (انظر روض الأُنُف). اشتهر بالزهد في الدنيا والصبر على البلوى يشبه الولي الصالح يوسف بن علي الصنهاجي المبتلى دفين الغار خارج باب اغمات.
دفن بروضة باب الشريعة الذي يسمى الآن باب الرب. هو الوحيد الذي ينسب إلى الأندلس من السبعة رجال.وكانت وفاته سنة 581ه الموافق:1185م.
له مؤلفات كثيرة في الحديث والسيرة واللغة والفقه، وشعره في المدح والتصوف.
وهو آخر من تختتم به زيارة سبعة رجال.

## أبوالعباس السبتي
أبوالعباس أحمد بن جعفر الخزرجي السبتي (ولد بسبتة 524 هـ/1129م. أكبر أولياء مدينة مراكش وأحد رجالاتها السبعة.
مات والده فاضطرت أمه إلى إرساله إلى حائك لتعلم الحرفة مقابل أجر. وبما أن أبا العباس كانت له رغبة في العلم، فإنه كان، كما تقول الروايات، يفر من معمل الحائك ليلتحق بكُتّاب الشيخ أبي عبد الله محمد الفخار فتلحق به أمه لتعيده إلى الحائك بعد معاقبته. ومع تكرر الحادث تدخل الشيخ مقترحا على الأم أن يعلم الصبي ويدفع لها.
في عام539 هـ/1144م، السنة التي انتصر الموحدون على المرابطين، بمقتل علي بن يوسف بن تاشفين سافر أبو العباس إلى مراكش طلبا للعلم ولقاء المشايخ، وعمره ست عشرة عاما.
وجد أبو العباس مدينة مراكش في حالة حصار (استمر من محرم إلى شوال عام 541 هـ/1146م). فصعد إلى جبل جيليز مع وصيفه مسعود الحاج. وفي «تعطير الأنفاس» بقى في خلوته هناك مع وصيفه أربعين سنة.
دخل أبو العباس إلى مراكش، وقطع خلوته الطويلة في عهد المنصور، وسمع بأخبار كراماته هذا الأخير دعاه إلى الإقامة بالمدينة وحبس عليه مدرسة للعلم والتدريس ودارا للسكنى.
توفي بمراكش في اليوم الثالث من جمادى الأخيرة عام 601هـ/1204م.

## سيدي محمد بن سليمان الجزولي
هو أبو عبد الله محمد بن سليمان بن عبد الرحمن بن أبي بكر الجزولي السملالي المكنى شعبيا باسم «مول الدليل» لأنه صاحب دلائل الخيرات. يرجع نسبه إلى إدريس بن عبد الله بن الحسن المثنى بن الحسن السبط بن علي بن أبي طالب.
كانت ولادته حوالي (807 هـ / 1404 م). قضى طفولته في بلاد جزولة من أقاليم سوس، وبعد أن نال حظا وافرا من التعليم في جزولة، أرسله أهله إلى فاس... في فاس التقى بالعارف الكبير سيدي أحمد زروق وتتلمذ على يده.
عاد سيدي محمد الجزولي واتخذ أسفي، مقرا لسكناه. فلم يجد مأمنا وملاذا سوى في بلدته السوسية اجزولة، فرجع إليها وبقي هناك إلى أن توفى.
وأسس الطريقة الجزولية التي تقوم على حب الرسول ﷺ والصلاة عليه والمداومة على ذكر الله.
دعا إلى الجهاد ضد احتلال النصارى للشواطئ المغربية وعلى الثورة ضد الحكام الوطاسيين المتخاذلين.
توفى مسموما من صلاة صبح يوم الأربعاء سادس عشر ربيع الأول من سنة سبعين وثمانمائة 870 هج الموافق ل 1465 م ودفن بأفوغال بالشياظمة، ثم بعد ذلك نقل جثمانه من قبره إلى مراكش بعد عشرين سنة.
وجثمانه في تابوت يجاهد به عمر السياف القبائل، وبعد موت هذا الأخير شاع أمر هذا الولي الصالح. سارع أمير من دولة الشرفاء هو السلطان أبي العباس أحمد المعروف بالأعرج بأمر والده الأميرأبي عبد الله القائم، وهوأول مؤسس للدولة السعدية فنقل رفات الإمام الجزولي إلى مراكش ودفن وسط حائط وجعلوا قبرا إلى جانبه وهو المكان الموجود فيه الآن، برياض العروس، تحت جدار حتى لا يسرقه المجاهدون بهدف الحصول على البركة. وكان هذا النقل بعد اثنين وستين سنة من وفاته.
وهو ضريحه الحالي الذي يلتقي فيه اتباع الطريقة الجزولية.
قال سيدي المهدي الفاسي القصري في "الممتع" "إن سيدي الجزولي جمع بين الصديقية العظمى والشهادة لأنه مات في جزولة مسموما، وأنه قبل ذلك كتب على جدران بيته هناك كلمة، "الموت "
هو رابع رجالات مراكش في ترتيب الزيارة وزيارة ضريحه المخصوصة تكون يوم الجمعة الذي تختتم فيه القراءة الأسبوعية لكتاب دلائل الخيرات، هذا الكتاب كان الفرسان يحملونه صحبة القرآن الكريم على شكل قلادة فوق ثيابهم الفاخرة في لعبة الفروسية (التبورضة).
تحولت هذه الحركة الدينية إلى حركة سياسية في أواخر حكم الدولة السعدية وبداية عهد الدولة العلوية.
رممت قبته في عهد السلطان العلوي محمد بن عبد الله.
ضريحه يوجد بجانب المسجد الذي يعتبر آخر مسجد تؤخر فيه صلاة الجمعة إلى آخر وقتها حتى يتداركها من فاتته الصلاة في المساجد الأخرى من سكان المدينة.
ولسيدي محمد بن سليمان الجزولي كتاب دلائل الخيرات في الصلاة على النبي، وكتاب «سبحان الدئم» كان قد وضعه لأهله وأولاده وقدأخده أصحاب الطريقة العيساوية أتباع سيدي محمد بن عيسى وهو من تلامذة أصحاب سيدي عبد العزيز التباع تلميذ إمامنا الجزولي، وله ردود ورسائل في مواضيع شتى.

## سيدي عبد العزيز التباع
أبو فارس عبد العزيز بن عبد الحق التباع (= تبع رسول الله) الحرار المراكشي المكنى: مول الطابع، (تقول العامة: «آ مول الطابع داوى المضابع» أي عالج البلادة) خامس رجال مراكش يوم الزيارة السبت.
تعتقد العامة ببركته يتداوي من البلادة والقروح الجلدية والقرع ومرض العينين ومرض الزهري.
كان تلميذ الجزولي واستاذ 1200 مريد من فلاحين وصناع كان أشهرهم مول القصور ورحال الكوش حامي قبيلة زمران.
أول المتصوفة الذي دعا إلى الاهتمام بالأرض ثلاث فحول / سيدي عبد العزيز ضريحه مقر الطريقة الجازولية التباعية التي يوجد بها ترابط عضوي بين العمل الديني والثقافي والأنشطة الاقتصادية والاجتماعية.
توفي سيدي عبد العزيز التباع سنة 914 هج 1508م. يقع ضريحه بين منطقة المواسين ومنطقة أمصفح. وقد أضحى الحي يسمى باسم الضريح (حومة سيدي عبد العزيز) قرب ثلاث فحول (ثلث فحول).

## سيدي عبد الله الغزواني
سيدي عبد الله بن عجال الغزواني، ولد بفاس وعاش بها. صوفي جليل، من تلامذة الشيخ سيدي عبد العزيز التباع، له كتاب النقطة الأزلية في سر الذات الإلهية. قال في حقه العلامة الصالح سيدي عبد الله الهبطي: أشهد أنه من العارفين بالله، وأنه كان يجيب بالحال أكثر مما يجيب بالمقال.
قتل الغزواني وهو يشجع جيوش السعديين على اقتحام أسوار مراكش بكرة حديدية أصابته من مدافع صديقة سنة 935 هـ، ودفن بها بزاويته بحومة القصور، وعلى قبره قبة حافلة، وضريحه مشهور يتبرك به.